# محمد الحسن راشد
(محمد الحسن راشد) شاعر وكاتب واديب وموسيقي سوداني الجنسية من مواليد عام 1966م. له أربعة دواوين شعرية وهي قطرات دمي خيل الحروف أغنياتي حروف في الغربة. له أربعة مسرحيات هي إمبراطورية الشماشة دنيا بالمقلوب الهبروا ملوا الضحك في بيت البكاء. له العديد من المؤلفات الموسيقية والأغاني.
يمتاز بأسلوب شعري وكتابي ساخر يغوص في أعماق الحقيقة الواقعية من المهمومين بالقضية العربية والهوية السودانية. عمل بوزارة الصحة ولاية الخرطوم ووزارة المالية وديوان المراجع العام ووزارة العدل اخر المناصب له أمين عام مستشفى العامرية التي كانت مملوكة لرئاسة الجمهورية السودانية، مؤسس منتدى الربيع الأدبي بمركز شباب الربيع ومؤسس ملتقى بوابة عبد القيوم الثقافي الأدبي وملتقى أبناء أم درمان. له اسهامات في الثقافة السودانية خرج من السودان في عام 2004 م إلى جمهورية مصر العربية ثم أستراليا ثم عاد إلى مصر لكي يمكث فيها حتى الآن كلاجئ سياسي كتب في ترحاله ديونه الأخير حروف في الغربة وكتب فيلمه السياسي الساخر المجنون.